# Mats Brännström
Mats Brännström (né le 22 janvier 1958) est un consultant et professeur suédois d'obstétrique et de gynécologie. 
Le professeur Brännström est professeur d'obstétrique et de gynécologie à l'université de Göteborg depuis 2003. 
Brännström a dirigé le projet de recherche qui, en 2014, a abouti à la première naissance après une greffe utérine. Les résultats de la recherche ont été publiés dans la revue médicale britannique The Lancet. 
Il a également contribué à la réalisation de la première greffe utérine française en collaboration avec les équipes du professeur Jean-Marc Ayoubi.